# American Association 1890
American Association 1890 var den niende og næstsidste sæson i baseballligaen American Association. Ligaen havde deltagelse af otte hold, som hver skulle spille 140 kampe i perioden 17. april – 15. oktober 1890. Ligaen blev presset af den samtidige oprettelsen af Players' League og var så småt begyndt at gå i opløsning, og i forhold til sæsonen før havde fire hold forladt ligaen. Brooklyn Bridegrooms og Cincinnati Reds var skiftet til National League, Baltimore Orioles var skiftet til Atlantic Association, mens Kansas City Cowboys var lukket. Holdene blev erstattet af Rochester Broncos, Syracuse Stars og Toledo Maumees, som alle tre kom fra International Association, samt det nyetablerede Brooklyn Gladiators. Sidstnævnte var dog skarp konkurrence med to andre hold fra Brooklyn, Brooklyn Bridegrooms i National League og Brooklyn Ward's Wonders i Players' League, og forlod ligaen i løbet af sæsonen og blev erstattet af Baltimore Orioles, der dermed vendte tilbage fra Atlantic Association.
Mesterskabet blev vundet af Louisville Colonels, som vandt 88 og tabte 44 kampe, og som dermed sikrede sig sit første mesterskab i American Association. Sæsonen inden var Colonels sluttet på sidstepladsen i ligaen.

## Resultater
| Plac. | Hold                   | Kampe | Vundne | Uafgj. | Tabte | Proc.  |
| ----- | ---------------------- | ----- | ------ | ------ | ----- | ------ |
| 1.    | Louisville Colonels    | 136   | 88     | 4      | 44    | 66,7 % |
| 2.    | Columbus Solons        | 140   | 79     | 6      | 55    | 59,0 % |
| 3.    | St. Louis Browns       | 139   | 78     | 3      | 58    | 57,4 % |
| 4.    | Toledo Maumees         | 134   | 68     | 2      | 64    | 51,5 % |
| 5.    | Rochester Broncos      | 133   | 63     | 7      | 63    | 50,0 % |
| 6.    | Baltimore Orioles      | 38    | 15     | 4      | 19    | 44,1 % |
| 7.    | Syracuse Stars         | 128   | 55     | 1      | 72    | 43,3 % |
| 8.    | Philadelphia Athletics | 132   | 54     | 0      | 78    | 40,9 % |
| 9.    | Brooklyn Gladiators    | 100   | 26     | 1      | 73    | 26,3 % |